# Wadi Madnan
El Wadi Madnan (en árabe: وادي مدنان‎, romanizado: Wādī Midnān)  es un valle o río seco, con caudal efímero o intermitente, que fluye casi exclusivamente durante la temporada de lluvias, situado al este de los Emiratos Árabes Unidos, en los emiratos de Fuyaira y Ras Al Jaima. 
Es afluente por la izquierda del Wadi Naqab, a cuya cuenca hidrográfica de 107 km² pertenece, y que limita al norte con la cuenca del Wadi Qada'ah; al oeste con la del Wadi Nahela; y al sur y este, con la del Wadi Tawiyean. 
El conjunto de toda la cuenca hidrográfica del Wadi Naqab, cuya cima más elevada es el Jabal Yibir (1527 m s.n.m.), reúne un número aproximado de 91 arroyos independientes, la mayoría sin nombre conocido, clasificados todos ellos en cinco grados o niveles de acuerdo con la numeración Horton-Strahler. De todos ellos, el principal, por su longitud y caudal, es el Wadi Madnan.
Entre los principales afluentes del Wadi Madnan (subafluentes del Wadi Naqab), destacan el Wadi Sharih y el Wadi Samarat (también conocido como Wādī Khalkhāl).

## Recorrido

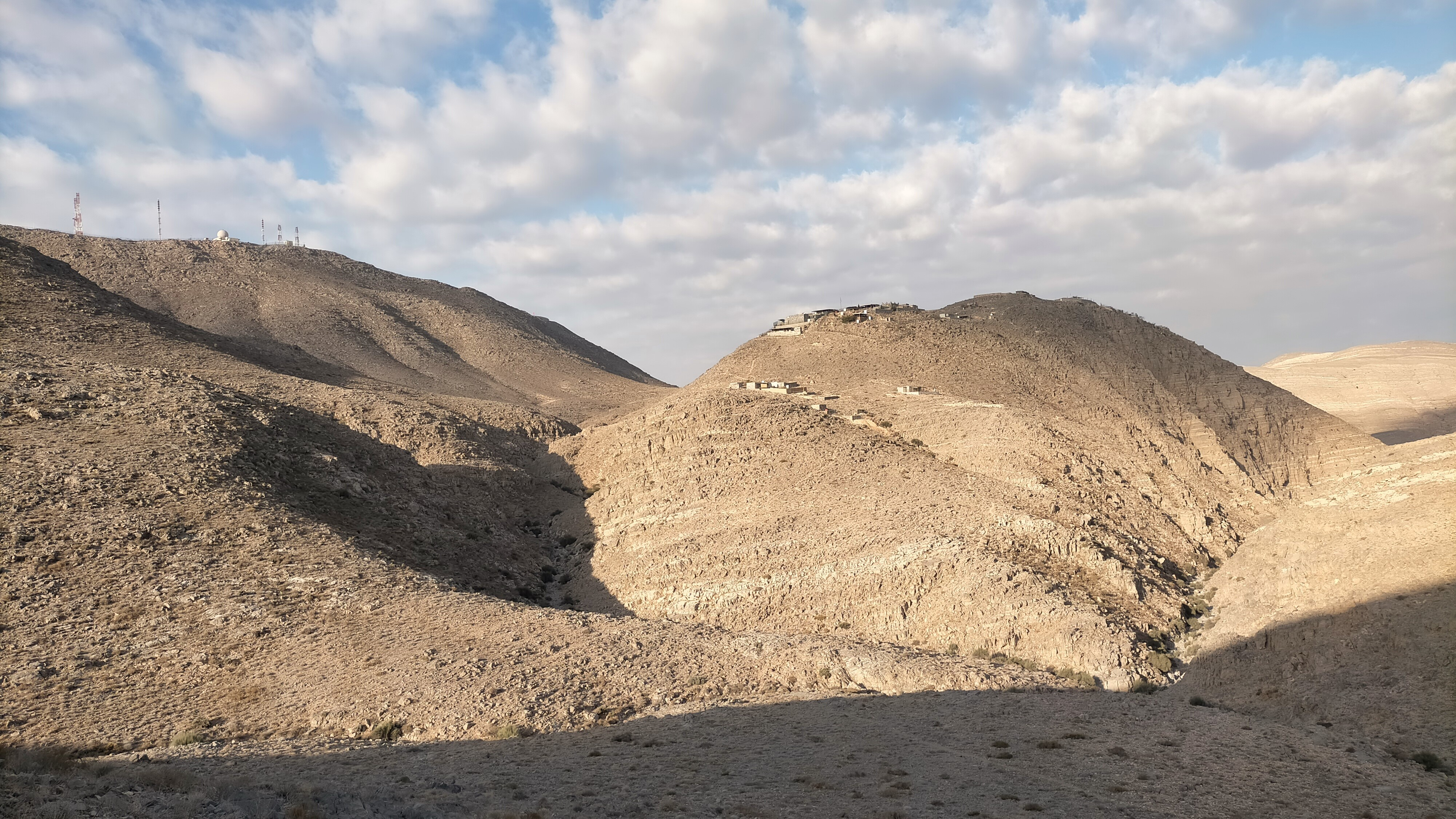
Vista del barranco formado por el curso superior del Wadi Madnan, que rodea el Jabal Dardur y el pueblo de Dardur. A la izquierda de la foto, con las antenas, se encuentra Jabal Yibir/Jabal Mebrah

La longitud total aproximada del Wadi Madnan es de 10,4 kilómetros. Fluye de sur a norte, y su principal fuente de origen está situada en la vertiente nordeste del Jabal Yibir, a una altitud aproximada de 1.430 m s. n. m. 
En su curso alto, de unos 2 kilómetros de longitud, rodea el Jabal Dardur (1.398 m s. n. m.)  y la aldea de Dardur (en árabe: ديرة الدردور‎), que se extiende alrededor de su cima, formando un gran barranco con tramos abruptos y muy pendientes.

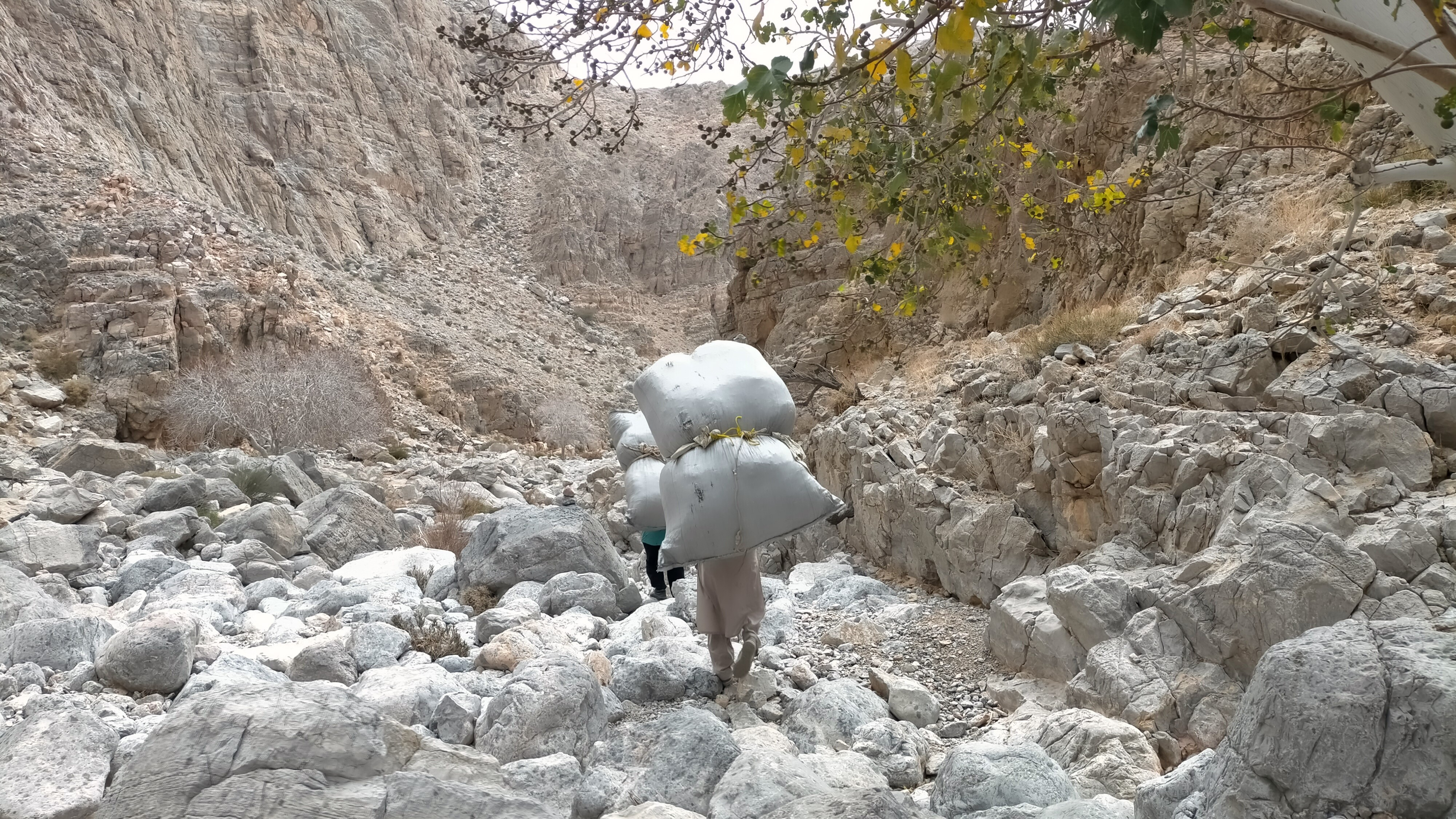
Tránsito de mercancías a través del cauce del Wadi Madnan

Al inicio de su curso medio, el wadi pasa por la aldea de Wab Saqar (en árabe: واب صقر‎) y en los siguientes 3 kilómetros, hasta llegar al pueblo de Khanaan (en árabe: خنان‎), presenta un cauce ancho y profundo, con elevados acantilados a sus costados, pero con una pendiente moderada que facilita su uso como vía de tránsito y comunicación (a pie o con recuas de burros), entre las pequeñas aldeas y zonas de cultivo de la zona.
En la segunda mitad de su recorrido, el Wadi Madnan presenta también un cauce muy accidentado, y pasadas las proximidades de la aldea de Shairi  forma un gran cañón, con varias espectaculares cascadas secas, de entre 40 y 60 metros de altura, solo accesibles con técnicas y equipos de escalada en roca.
Esta zona de cascadas es conocida por los aficionados al barranquismo con el nombre de Kirithon Canyon.
Pocos metros antes de su desembocadura en el Wadi Naqab, el Wadi Madnan recibe por su derecha la confluencia del Wadi Samarat (Wādī Khalkhāl).

## Toponimia
Nombres alternativos: Wadi Midnan, Wādī Midnān, Wādī Madnān.
El nombre del Wadi Madnan (con esa misma grafía), sus afluentes, montañas y poblaciones cercanas, quedaron registrados en la documentación y mapas elaborados entre 1950 y 1960 por el arabista, cartógrafo, militar y diplomático británico Julian F. Walker, durante los trabajos efectuados para el establecimiento de fronteras entre los entonces denominados Estados de la Tregua, completados posteriormente por el Ministerio de Defensa del Reino Unido, en mapas a escala 1:100.000 publicados en 1971.
En el Atlas Nacional de Emiratos Árabes Unidos consta con la grafía Wādī Midnān (en árabe: وادي مدنان‎).

## Población
Toda el área próxima al Wadi Naqab, incluido sus afluentes y subafluentes, aunque inicialmente estuvo poblada por la tribu Naqbiyin (en árabe: النقبي), también llamados Naqabi o Al-Naqabi (de donde procede el nombre del wadi), fue ocupada a partir de 1800, aproximadamente, por la tribu Habus, que se extendía, entre otros territorios, por las zonas tribales de Ahl Ghayl y Bani Hasan.